# Liste der Bodendenkmäler in Vachendorf
Auf dieser Seite sind die Bodendenkmäler in der oberbayerischen Gemeinde Vachendorf zusammengestellt. Diese Tabelle ist eine Teilliste der Liste der Bodendenkmäler in Bayern. Grundlage ist die Bayerische Denkmalliste, die auf Basis des Bayerischen Denkmalschutzgesetzes vom 1. Oktober 1973 erstmals erstellt wurde und seither durch das Bayerische Landesamt für Denkmalpflege geführt wird. Die folgenden Angaben ersetzen nicht die rechtsverbindliche Auskunft der Denkmalschutzbehörde.

## Bodendenkmäler der Gemeinde

### Bodendenkmäler in der Gemarkung Haslach
| Lage               | Objekt | Akten-Nr.     | Bild |
| ------------------ | --- | ------------- | ---- |
| Haslach (Standort) | Untertägige mittelalterliche und frühneuzeitliche Befunde im Bereich der Katholischen Filialkirche St. Georg bei Alferting und ihrer Vorgängerbauten. | D-1-8141-0088 |      |

### Bodendenkmäler in der Gemarkung Vachendorf
| Lage                                 | Objekt | Akten-Nr.     | Bild                                                      |
| ------------------------------------ | --- | ------------- | --------------------------------------------------------- |
| Vachendorf (Standort)                | Grabhügel vorgeschichtlicher Zeitstellung. Siehe auch: Hügelgrab | D-1-8141-0008 | Bodendenkmal D-1-8141-0008                                |
| Vachendorf Hauptstraße 11 (Standort) | Untertägige mittelalterliche und frühneuzeitliche Befunde im Bereich der Katholischen Pfarrkirche Mariä Himmelfahrt in Vachendorf und ihrer Vorgängerbauten.                          | D-1-8141-0084 | Untertägige mittelalterliche und frühneuzeitliche Befunde |
| Vachendorf (Standort)                | Körpergräber vor- und frühgeschichtlicher Zeitstellung. Siehe auch: Körpergrab | D-1-8141-0085 |                                                           |
| Vachendorf (Standort)                | Körpergräber des frühen Mittelalters. | D-1-8141-0093 |                                                           |
| Vachendorf (Standort)                | Brandgräber der römischen Kaiserzeit. Siehe auch: Brandgrab, Römische Kaiserzeit | D-1-8141-0096 |                                                           |
| Vachendorf (Standort)                | Villa rustica der römischen Kaiserzeit. Siehe auch: Villa rustica 1 (Vachendorf) | D-1-8141-0098 |                                                           |
| Vachendorf (Standort)                | Körpergräber vor- und frühgeschichtlicher Zeitstellung. | D-1-8141-0100 |                                                           |
| Vachendorf (Standort)                | Villa rustica der römischen Kaiserzeit. Siehe auch: Villa rustica 2 (Vachendorf) | D-1-8141-0122 |                                                           |
| Vachendorf (Standort)                | Untertägige mittelalterliche und frühneuzeitliche Befunde im Bereich der Katholischen Filialkirche St. Margaretha in Einharting und ihrer Vorgängerbauten mit aufgelassenem Friedhof. | D-1-8141-0167 |                                                           |
| Vachendorf (Standort)                | Körpergräber des frühen Mittelalters. | D-1-8141-0260 |                                                           |